# Mothobi Mvala
Mothobi Mvala (Estado Livre, 14 de junho de 1994) é um futebolista sul-africano que atua como zagueiro. Atualmente defende o Mamelodi Sundowns.

## Carreira
Mothobi Mvala fez parte do elenco da Seleção Sul-Africana de Futebol nas Olimpíadas de 2016.